# Lijst van burgemeesters van Kedichem
Dit is een lijst van burgemeesters van de voormalige Nederlandse gemeente Kedichem (ook wel Kedichem en Oosterwijk) tot die gemeente op 1 januari 1986 opging in de gemeente Leerdam.
| Ambtsperiode | Naam burgemeester                        | Partij of stroming | Bijzonderheden                                                                      |
| ------------ | ---------------------------------------- | ------------------ | ----------------------------------------------------------------------------------- |
| 1820 - 1831  | Gijsbert de Keijzer                      |                    |                                                                                     |
| 1831 - 1832  | Floris den Hartog                        |                    |                                                                                     |
| 1832 - 1836  | I. de Klerk Czn.                         |                    |                                                                                     |
| 1836 - 1845  | Mr. Isaäc Cornelis Marius van den Honert |                    |                                                                                     |
| 1846 - 1863  | H. Bel                                   |                    | tevens burgemeester van Arkel (1852-1856)                                           |
| 1864 - 1909  | T.W.C. Merkens                           |                    | vanaf 1870 ook burgemeester van Arkel                                               |
| 1909 - 1943  | F.J. Folkerts                            |                    | tevens burgemeester van Arkel                                                       |
| 1943 - 1945  | K.J.D.J. Folkerts                        | NSB                | tevens burgemeester van Arkel; zoon van voorganger                                  |
| 1946 - 1975  | Henri (H.) Scheffer                      |                    | tevens burgemeester van Arkel, in 1969 tevens waarnemend burgemeester van Gorinchem |
| 1975 - 1981  | Martin (M.J.) Bruin                      | PvdA               | tevens burgemeester van Arkel, later burgemeester van Alblasserdam                  |
| 1981 - 1985  | P. de Bruijn                             |                    | waarnemend, tevens waarnemend burgemeester van Arkel                                |
| 1985 - 1986  | J.H. Vijgeboom                           | PvdA               | waarnemend, tevens waarnemend burgemeester van Arkel                                |